# إكساغامغلوجين أوتوتيمسيل
إكساغامغلوجين أوتوتيمسيل (بالإنجليزية: Exagamglogene autotemcel)‏ ويُباع تحت الاسم التجاري كاسغيفي (بالإنجليزية: Casgevy)‏، هو علاج جيني لمرض فقر الدم المنجلي باستخدام تقنية المقص الجيني كريسبر الذي حاز على جائزة نوبل، طورته شركة فيرتكس للأدوية وكريسبر ثيربيتس.
تشمل الآثار الجانبية الأكثر شيوعًا انخفاض مستويات الصفائح الدموية وخلايا الدم البيضاء، وتقرحات الفم، والغثيان، وآلام العضلات والعظام، وآلام البطن، والقيء، وقلة العدلات الحموية (الحمى وانخفاض عدد خلايا الدم البيضاء)، والصداع والحكة.
وافقت إدارة الغذاء والدواء الأمريكية (FDA) على العلاج في كانون الأول/ديسمبر 2023. تمت الموافقة عليه في المملكة المتحدة لعلاج مرض فقر الدم المنجلي والثلاسيميا بيتا المعتمد على نقل الدم في تشرين الثاني/نوفمبر 2023. يعد "اكساغامغلوغين اوتوتيمسيل" أول علاج معتمد من إدارة الغذاء والدواء يستخدم تقنية التحرير الجيني كريسبر/كاس9.

## الاستخدام الطبي
يستخدم "اكساغامغلوغين اوتوتيمسيل" لعلاج مرض فقر الدم المنجلي لدى الأشخاص الذين تتراوح أعمارهم بين 12 عامًا وما فوق والذين يعانون من أزمات انسداد الأوعية الدموية المتكررة.

## نبذه تاريخية
تم تقييم سلامة وفعالية "اكساغامغلوغين اوتوتيمسيل" في تجربة مستمرة متعددة المراكز أحادية الذراع، على مشاركين بالغين ومراهقين مصابين بمرض فقر الدم المنجلي. كان لدى المشاركين تاريخ بالاصابة على الأقل بأزمتين شديدتين لانسداد الأوعية الدموية محددة حسب البروتوكول خلال كل من السنتين السابقتين للفحص. كانت نتيجة الفعالية الأولية هي التحرر من نوبات أزمة انسداد الأوعية الدموية الشديدة لمدة 12 شهرًا متتاليًا على الأقل خلال فترة المتابعة البالغة 24 شهرًا. تم علاج ما مجموعه 44 مشاركًا باستخدام عقار "اكساغامغلوغين اوتوتيمسيل". من بين 31 مشاركًا لديهم وقت متابعة كافٍ ليكونوا قابلين للتقييم، حقق 29 (93.5%) هذه النتيجة. حقق جميع المشاركين الذين تم علاجهم عملية زرع ناجحة مع عدم تعرض أي مشاركين لفشل الكسب غير المشروع أو رفض الكسب غير المشروع.
منحت إدارة الغذاء والدواء طلبًا لمراجعة أولوية "اكساغامغلوغين اوتوتيمسيل"، للمسار السريع. منحت إدارة الغذاء والدواء الأمريكية الموافقة على عقار كاسيغفي لشركة فيرتكس.